# Selenops manzanoae
Espèce
Selenops manzanoae est une espèce d'araignées aranéomorphes de la famille des Selenopidae.

## Distribution
Cette espèce est endémique du Brésil. Elle se rencontre dans l'État de Rio de Janeiro et au Paraná.

## Description
La femelle holotype mesure 7,9 mm.

## Étymologie
Cette espèce est nommée en l'honneur d'Adriana Manzano.

## Publication originale
- Corronca, 1997 : El género Selenops (Araneae, Selenopidae) en América del Sur: Descriptción de nuevas especies. Iheringia (Série Zoologia), vol. 82, p. 75-80 (texte intégral).